# 사사키 히토시 (1973년)
사사키 히토시(일본어: 佐々木 仁, 1973년 7월 9일 ~ )는 일본의 전 축구 선수이다.

## 구단 경력
1992년 재팬 풋볼 리그의 후지타 공업(벨마레 히라쓰카)에 입단했다. 1993년 재팬 풋볼 리그 우승으로 J1리그로 승격했다. 1998년 아비스파 후쿠오카로 임대 이적했다. 1999년 일본 풋볼 리그의 요코하마 FC로 이적했다. 1999년후 현역 은퇴.